# Barnsköterska

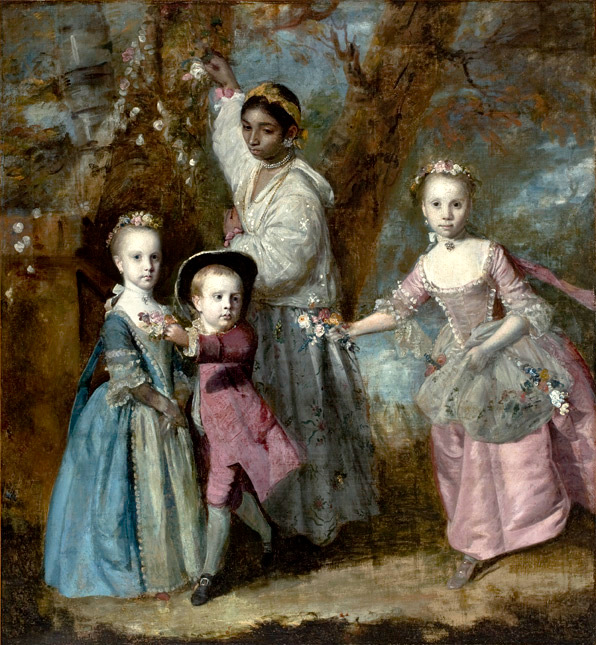
Barn med svart barnsköterska.
(målning av Sir Joshua Reynolds)

Barnsköterska är i Sverige en person som arbetar med sjuka barn och ungdomar inom hälso- och sjukvården. För att arbeta som barnsköterska krävs en yrkeshögskoleexamen som Specialistundersköterska med inriktning barnsjukvård eller likvärdigt. Tidigare fanns även kommunala barnsköterskeskolor, men dessa har numera lagts ned.
En privatanställd barnflicka kunde förr i Sverige också ibland, något slarvigt, benämnas barnsköterska men det har ibland förekommit privatanställda barnsköterskor, som till skillnad från vanliga barnflickor har utbildning för sitt arbete med barn.

### Fotnoter
1. ↑  [https://web.archive.org/web/20100828123219/http://www.kommunal.se/PageFiles/8150/barnskoterskan.pdf ”Barnsköterskan, en viktig yrkesgrupp inom
hälso- och sjukvården”]. Svenska kommunalarbetareförbundet. 1 december 2007. Arkiverad från originalet den 28 augusti 2010. https://web.archive.org/web/20100828123219/http://www.kommunal.se/PageFiles/8150/barnskoterskan.pdf. Läst 25 oktober 2015.